# La Vall de Laguar
La Vall de Laguar község Spanyolországban, Alicante tartományban. Lakosainak száma 903 fő (2024). La Vall de Laguar Benigembla, Castell de Castells, Murla, Orba, Tárbena és La Vall d’Ebo községekkel határos.

## Népesség
A település lakosságának változását az alábbi diagram mutatja:
| Lakosok száma | 892  | 894  | 948  | 987  | 961  | 872  | 801  | 846  | 843  | 903  |
|               | 2001 | 2004 | 2006 | 2009 | 2011 | 2014 | 2016 | 2019 | 2021 | 2024 |